# Hažlín
Hažlín (in ungherese Hazslin, in tedesco Hapslin, Hensling o Hassling, in ruteno Hažlin) è un comune della Slovacchia facente parte del distretto di Bardejov, nella regione di Prešov.

## Storia
Il villaggio viene citato per la prima volta nel 1247 (Hensling) quando venne ceduto dai frati cistercensi di Bardejov alla Signoria di Kurima. Nella località vigeva il diritto germanico. Nel 1414 passò alla Signoria di Makovica seguendone i destini.